# Torymidae

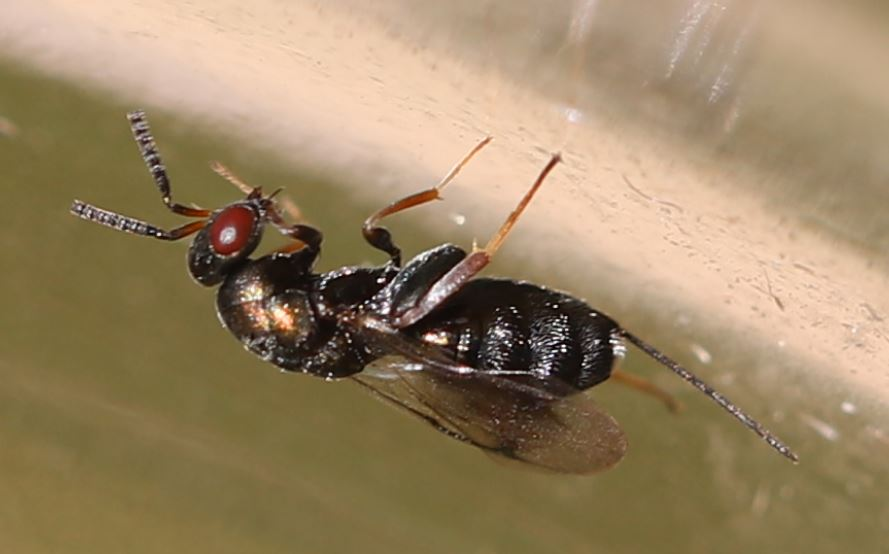
Monodontomerus cf. aeneus

Die Torymidae sind eine Familie der Erzwespen mit weltweiter Verbreitung. Sie umfasst etwa 1000 Arten, davon gut 90 in Deutschland und 60 in der Schweiz.

## Merkmale
Es handelt sich um kleine, durchweg geflügelte Hautflügler, die europäischen Arten etwa zwischen 1 und 8 Millimeter Körperlänge (ohne Legebohrer gemessen). Wie die meisten Erzwespen zeigen auch die Torymidae vielfach metallisch grüne, blaue, bronzene oder purpurne Färbungen, viele Arten sind teilweise gelb gefärbt. Die Körperoberfläche ist überwiegend glatt. Die Antennengeißel der geknieten Antennen ist elfgliedrig, wobei die letzten drei Glieder eine undeutlich abgesetzte Keule bilden können. Das erste Geißelglied, seltener auch das zweite und dritte, weist eine Anellus genannte ringförmige Einschnürung auf. Auch beim Männchen sind an den Geißelgliedern keine verlängerten Quirle von Borsten vorhanden. Am Kopf sind fast immer Augenkiele ausgeprägt. Der Prepectus, ein für die Erzwespen charakteristischer zusätzlicher Sklerit zwischen Pronotum und Basis der Vorderflügel, ist breit dreieckig, er erreicht nach unten die Basis der Vorderhüften. Das Scutellum ist hinten breit abgerundet, es ist länger als das Metanotum. Die Notauli, längs orientierte Furchen auf dem Mesoscutum, die bei vielen Hymenoptera vorhanden sind, sind deutlich ausgeprägt. Das Propodeum besitzt keine Kiele (Plicae), es kann glatt oder stärker skulpturiert sein. Der freie Hinterleib (Gaster oder Metasoma) ist durch ein kurzes, deutliches Stielchen (Petiolus) vom Rumpfabschnitt abgesetzt. Der Gaster ist im Umriss oval. Beim Weibchen ragt der Legebohrer immer frei über das Hinterleibsende vor, gelegentlich recht lang. Die Tergite der Segmente acht und neun sind durch eine deutliche, membranöse Gelenkregion getrennt. Sehr typisch für die Familie ist ein Paar kurze, kegelförmige Cerci, die in einer Gelenkmembran am Hinterleibsende inserieren, diese kommen allerdings auch bei einigen Gattungen der Erzwespen aus anderen Familien vor.
Die Vorderflügel weisen die typische, stark reduzierte Aderung der Erzwespen auf. Typisch für die Familie ist eine sehr lange Marginal- bei kurzer Postmarginalader, die meist nur ein Drittel von deren Länge aufweist. Die Stigmalader ist ebenfalls kurz, das Pterostigma selbst kann aber recht lang sein. Die Hinterflügel sind nicht gestielt, ihre Membran reicht bis zum Flügelgelenk. Die Beine tragen Tarsi mit fünf Gliedern, der Mesotarsus weist keine Modifikationen auf. Die Coxa der Hinterbeine ist lang, meist von doppelter bis dreifacher Länge wie diejenige der Vorderbeine. Der Femur der Hinterbeine ist fast immer lang, gelegentlich verdickt, er trägt auf der Unterseite einen oder mehrere Dornen. Die Tibia der Vorderbeine trägt einen langen, am Ende gekrümmten Endsporn.
Die Larven der Torymidae sind von der typischen Gestalt der Legimmen-Larven, das heißt kurze, madenartige, weiße Larven ohne Extremitäten, die bis auf die feste Kopfkapsel weichhäutig sind. Die Antennen sind klein und zylindrisch. Die Kopfkapseloberseite wird von zwei Nähten durchzogen, die hinten zusammenlaufen. Die Mandibeln sind einfach und einspitzig. Über Thorax und Abdomen laufen sechs Reihen langer Sinneshaare.

## Lebensweise
Die meisten Arten der Familie sind, wie typisch für Erzwespen, Parasitoide. Typischerweise sind sie idobionte (das bedeutet, nach der Eiablage des Parasiten findet kein weiteres Wachstum und Entwicklung des Wirts mehr statt) Parasitoide der Larven von gallbildenden Insekten der Familien Cynipidae, Tanaostigmatidae, Eurytomidae, Cecidomyiidae, Tephritidae und Psyllidae. Die anderen parasitieren, soweit bekannt, bei Larven und Puppen von Arten der Käfer, Hautflügler, Zweiflügler und Schmetterlinge (ausnahmsweise auch anderer) die verborgen oder versteckt in Schlupfwinkeln leben, etwa Bienenlarven in Nestern oder bohrend in Samenkapseln oder Stängeln von Pflanzen lebende Pflanzenfresser. Wenige Arten sind Eiparasitoide, einige davon in den Eigelegen der Fangschrecken. Einige Arten, so die Gattung Monodontomerus, sind Ektoparasitoide, fressen also von außen am Wirt.
Die Arten der Unterfamilie Megastigminae sind ungewöhnlich darin, dass die meisten Arten keine Parasitoide sind, sondern sie sich sekundär wieder zu Pflanzenfressern entwickelt haben. Die meisten Arten bohren in Samen von Koniferen innerhalb der Zapfen, meist jede Larve in einem einzelnen Samen, wobei die Arten in der Wirtswahl meist gattungsspezifisch sind. Sie bilden eine monophyletische Gruppe mit Verbreitung in der Holarktis., davon 21 Megastigmus-Arten auch in Europa, dem Nahen Osten und Nordafrika. Sehr wenige Arten werden aus Samen von Bedecktsamern der Familien Rosaceae und Anacardiaceae (zum Beispiel Pistazien) angegeben. Auch innerhalb der Unterfamilie gibt es parasitoide Arten, die fast alle in Australien leben.
Teilweise phytophage Arten gibt es auch bei den Toryminae, zum Beispiel auch bei europäischen Arten der Gattung Torymus. Diese treten oft bei mehreren Wirtsarten auf, die aber alle auf derselben Pflanzenart leben. Einige Arten fressen, nachdem sie einen Gallerzeuger parasitiert und abgetötet haben, weiter an dem pflanzlichen Gallgewebe. Auch innerhalb der Gattung Torymus gibt es auf Koniferenzapfen spezialisierte Arten, diese parasitieren, soweit bekannt, an Gallmücken-Larven.
Über die Ernährung der imaginalen Wespen ist so gut wie nichts bekannt. Einige Arten könnten Nektar aufnehmen.

## Innere Systematik
Es gibt etwa 982 Arten in etwa 63 Gattungen. Dmit bilden die Torymidae eine Erzwespen-Familie von mittlerem Artenreichtum. Die Arten sind weltweit verbreitet. Die deutschen Arten werden aufgeführt in der Checklist of German chalcid wasps der Zoologischen Staatssammlung München.
Die Familie wird nach Janšta et al. (2018) in folgende Unterfamilien und Tribus gegliedert:
Unterfamilien:
- Chalcimerinae
- Glyphomerinae
- Microdontomerinae
- Monodontomerinae
- Podagrioninae
  - Palachiini
  - Podagrionini
  - Propalachiini
- Toryminae
  - Boucekinini
  - Torymini
  - Torymoidini

Die Megastigminae wurden von Janšta et al. (2018) ausgegliedert und als Megastigmidae in den Familienrang erhoben.
Im Folgenden eine Liste der Gattungen der Torymidae nach Noyes (2019):
- Adontomerus Nikolskaya, 1955
- Aloomba Girault, 1921
- Ameromicrus Nikolskaya, 1954
- Amoturoides Girault, 1932
- Anneckeida Boucek, 1978
- Austorymus Boucek, 1988
- Austroamotura Girault, 1934
- Boucekinus Jansta & Hanson, 2011
- Chalcimerus Steffan & Andriescu, 1962
- Chileana Jansta & Krizkova, 2013
- Chrysochalcissa Girault, 1915
- Cryptopristus Foerster, 1856
- Didactyliocerus Masi, 1916
- Diomorus Walker, 1834
- Ecdamua Walker, 1862
- Echthrodape Burks, 1969
- Eridontomerus Crawford, 1907
- Erimerus Crawford, 1914
- Exopristoides Boucek, 1982
- Exopristus Ruschka, 1923
- Glyphomerus Foerster, 1856
- Gummilumpus Grissell, 1995
- Idarnotorymus Masi, 1916
- Idiomacromerus Crawford, 1914
- Iridophaga Picard, 1933
- Iridophagoides Erdos, 1964
- Lissotorymus Kamijo, 1961
- Mantiphaga Ferriere, 1955
- Mesodiomorus Strand, 1911
- Microdontomerus Crawford, 1907
- Micropodagrion Ferriere, 1955
- Monodontomerus Westwood, 1833
- Nannocerus Mayr, 1885
- Neopalachia Boucek, 1978
- Odopoia Walker, 1871
- Oopristus Steffan, 1968
- Ophiopinotus Husain & Kudeshia, 1987
- Ovidia Girault, 1924
- Palachia Boucek, 1969
- Palaeotorymus Brues, 1910
- Palmon Dalman, 1826
- Perissocentrus Crawford, 1910
- Physothorax Mayr, 1885
- Platykula Huber, 1927
- Plesiostigmodes Ashmead, 1904
- Podagriomicron Narendran & Mercy, 2010
- Podagrion Spinola, 1811
- Podagrionella Girault, 1914
- Pradontomerus Boucek, 1978
- Propachytomoides Girault, 1917
- Propalachia Boucek, 1978
- Pseudotorymus Masi, 1921
- Rhynchodontomerus Novicky & De Santis, 1961
- Rhynchoticida Boucek, 1978
- Senegalella Risbec, 1951
- Stenotorymus Masi, 1938
- Thaumatorymus Ferriere & Novicky, 1954
- Torymoidellus Boucek, 1988
- Torymoides Walker, 1871
- Torymus Dalman, 1820
- Zaglyptonotus Crawford, 1914
- Zdenekius Grissell, 1993
- Zophodetus Grissell, 1980

## Fossile Nachweise
Fossile Torymidae wurden selten gefunden, die Zuordnung einiger beschriebener Arten von Kompressionsfossilien (aus der miozänen amerikanischen Lagerstätte Florissant) ist unsicher. Aus dem baltischen Bernstein wurde die Art Monodontomerus primaveus beschrieben.

## Auswahl an Arten
- Monodontomerus aeneus
- Torymus auratus
- Torymus bedeguaris